# (16761) Hertz
(16761) Hertz ist ein Asteroid des Hauptgürtels, der am 3. Oktober 1996 vom italienischen Amateurastronomen Vittorio Goretti, von seiner privaten Sternwarte in Pianoro aus (IAU-Code 610), entdeckt wurde.
Der Asteroid wurde am 9. März 2001 nach dem deutschen Physiker Heinrich Hertz (1857–1894) benannt, der durch seine experimentelle Bestätigung von James Clerk Maxwells elektromagnetischer Theorie des Lichts zu einem der bedeutendsten Physiker des 19. Jahrhunderts wurde.